# 우크라이나국제방송

우크라이나국제방송(우크라이나어: Всесвітня служба "Радіо Україна")은 우크라이나의 국제방송이다. 유럽과 아프리카, 북아메리카를 향해 4개의 언어로 방송한다. 인공위성, 중파, 인터넷으로 방송한다.

## 방송 언어
- 우크라이나어
- 영어
- 독일어
- 루마니아어